# Shapley Ridge
Shapley Ridge är en bergstopp i Antarktis. Den ligger i den centrala delen av kontinenten. Inget land gör anspråk på området. Toppen på Shapley Ridge är 2 475 meter över havet.
Terrängen runt Shapley Ridge är kuperad åt sydväst, men åt nordost är den platt. Trakten är obefolkad. Det finns inga samhällen i närheten.